# Gang of Youths
Gang of Youths (с англ. — «Банда Молодежи») — австралийская альт-рок-группа, образованная в 2012 году. В 2017 году они переехали в Англию. Основатель Джоджи Малани (ведущая гитара и бэк-вокал) покинул группу в 2019 году, чтобы вернуться в Австралию. С 2020 года группа состоит из Дэвида Леаупепе (ведущий вокалист, ритм-гитара и фортепиано), Макса Данна (бас-гитара), Чон Кима (гитара и клавишные), Донни Боржестовски (ударные) и Тома Хобдена (скрипка, ритм-гитара и клавишные).
Дебютный студийный альбом группы The Positions (2015) получил несколько номинаций на премию ARIA Award и достиг пятого места в австралийском чарте альбомов. Сингл «Magnolia» с этого альбома был описан как прорывной хит и получил платиновый статус в 2018 году.
В 2017 году Gang of Youths выпустили второй студийный альбом Go Farther in Lightness, которому предшествовал их первый австралийский сингл, вошедший в топ-50, «Let Me Down Easy». Альбом дебютировал на первом месте в Австралии и был номинирован на восемь наград на ARIA Music Awards 2017, выиграв четыре из них: «Альбом года», «Лучшая группа», «Лучший рок-альбом» и «Продюсер года» (для группы и Адриана Брейкспира). В Triple J Hottest 100 2017 года песни группы были указаны на трех позициях в топ-10, что было достигнуто только дважды до этого. Тур группы Say Yes to Life Tour 2018 года в поддержку Go Farther in Lightness побил несколько рекордов в Австралии.
Их третий студийный альбом Angel in Realtime был выпущен в 2022 году и дебютировал на первом месте в Австралии и на 10-м месте в Великобритании. Он был номинирован в трех категориях на премии ARIA Award 2022; в то время как на премии J Awards 2022 он выиграл «Альбом года». Его главный сингл «The Angel of 8th Ave.» стал их вторым австралийским хитом, попавшим в топ-50. Сопутствующий мини-альбом Immolation Tape вышел в мае 2022 года с акустическими версиями треков родительского альбома.

## Дискография
Смотри статью «Дискография Gang of Youths» в англ. разделе.
- The Positions (2015)
- Go Farther in Lightness (2017)
- Angel in Realtime (2022)